# Cronce
Cronce là một xã thuộc tỉnh Haute-Loire nam trung bộ nước Pháp. Xã Cronce nằm ở khu vực có độ cao trung bình 710 mét trên mực nước biển.